# 萨尔嫩阿河

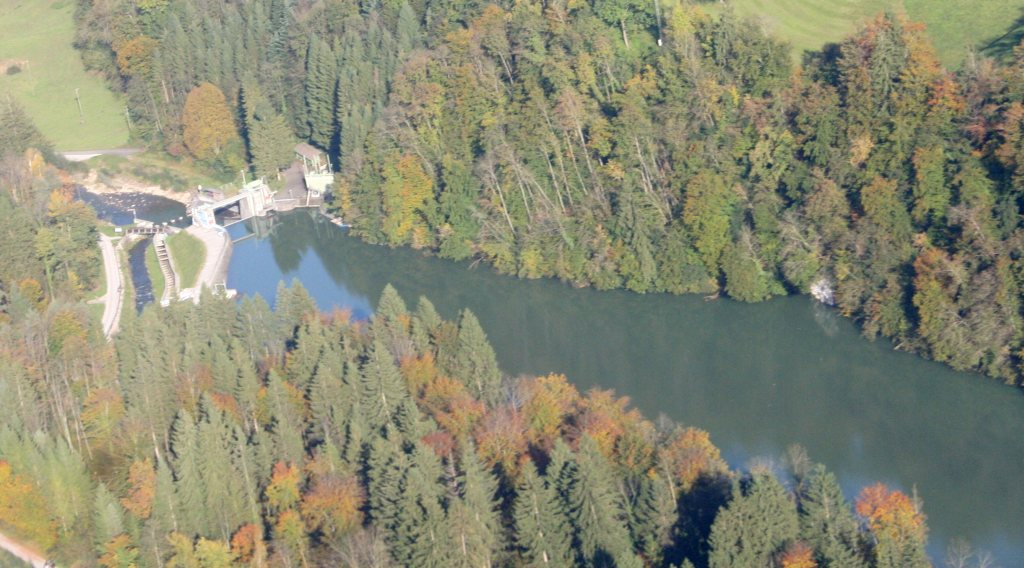

46°57′06″N 8°17′43″E / 46.951613°N 8.295271°E
萨尔嫩阿河（德語：Sarner Aa；意即为“薩爾嫩的阿河”）是瑞士的河流，位於該國中部，流經上瓦爾登州，屬於羅伊斯河的支流，河道全長10.4公里，流域面積336.2平方公里，發源自隆格恩湖，经萨尔嫩湖流向琉森湖。